# مارکس لاندن
مارکس لاندن (انگلیسی: Marcus London؛ زاده ۱۵ ژانویهٔ ۱۹۶۸) یک بازیگر پورنوگرافی اهل بریتانیا است.